# Coherer
Branley coherer hay còn gọi là bộ liên kết mạc là một bộ tách sóng vô tuyến đầu tiên, nó phát hiện sự tồn tại sóng vô tuyến trong không gian. Việc sử dụng nó trong đài
phát thanh được dựa trên những phát hiện năm 1890 của nhà vật lí người Pháp
Edouard Branly và được các nhà vật lí và nhà phát minh khác thực hiện và phát triển trong 10 năm
tiếp theo.Nhược điểm của các bộ thu này độ nhạy thấp,chỉ phát hiện sóng có cường độ mạnh.

## Cấu tạo và nguyên lý hoạt động

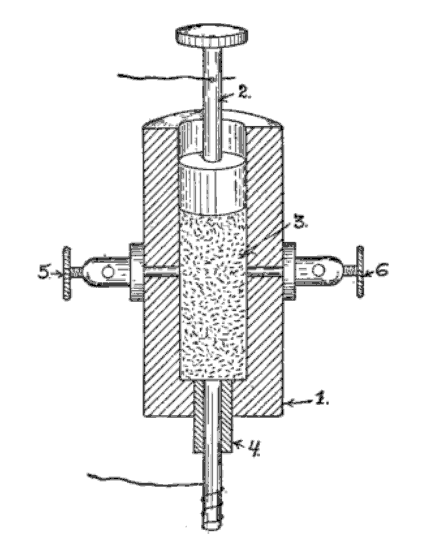
Cấu tạo một Coherer

Cấu tạo cụ thể của một coherer

Thiết bị này bao gồm một ống có hai điện cực và bên trong có chứa các hạt kim loại. Khi có một tần số tác động vào,các hạt kim loại sẽ liên kết với nhau và do đó nó cho phép một dòng điện lớn hơn chạy qua. Trong một máy thu nó sẽ kích hoạt một cái chuông hoặc máy ghi mã Morse, để trở về trạng thái ban đầu,ta cần tác động lực lên branley coherer như dùng tay gõ vào.